# Weet u dat:
Weet u dat: was een verzetsblad uit de Tweede Wereldoorlog, dat vanaf 5 juni 1944 tot en met 28 april 1945 in Helmond werd uitgegeven. Het blad verscheen dagelijks in een oplage tussen de 12 en 150 exemplaren.
Toen op 6 juni 1944 het bericht van de invasie in Normandië doorkwam, heerste er te Helmond een nijpend gebrek aan voorlichting. Chr.M.H. van Dongen en L.A.H. Jonkergouw, resp. directeur en zaakwaarnemer van het Technisch Bureau 'C. Zwanink', besloten daarom over te gaan tot de uitgave van een dagelijks nieuwsbulletin. Het blad werd aanvankelijk getypt, vanaf 8 september 1944 gestencild en de inhoud bestond voornamelijk uit nieuwsberichten. Met de bevrijding van Helmond hield de uitgave op te bestaan.